# 高橋利道
高橋 利道（たかはし としみち、1951年6月29日 - ）は、日本の元俳優・スーツアクター。宮城県出身。

## 来歴・人物
高校卒業後に俳優を目指して上京し、東映ニューフェイスに応募しようとするも募集は打ち切りになり、途方に暮れていたところ、ジャパンアクションクラブの募集の記事に目を付け、試験に合格。千葉真一主演の映画などで活躍した。
『アクマイザー3』では、人間体を持たないヒーローであるザビタンを演じた。これは芝居の経験を積んでいたために起用された（もともと本人は俳優志望だったので、この役にはかなり抵抗があった）。ほぼ同時期に、本格的に芝居の勉強をする目的で東映演技研修所に入所している。1980年代以降は、特撮番組で数々の悪役を演じた。悪役の役作りには極めて真摯であり、子供を怖がらせることについても徹底していた。現場では、後輩からの役作りの相談に乗るなど、かなり慕われていた。
ほとんどの特撮作品では、自分がスーツに入った敵幹部の声も兼任している。『仮面ライダーBLACK RX』では、クライシス帝国の指揮官であるジャーク将軍のスーツアクターを演じながら、声優としてはジャーク将軍ではなく部下である機甲隊長ガテゾーンを担当している。
『仮面ライダーBLACK』でゴルゴムの幹部役として共演した好井ひとみとは現在も交流があり、毎年年賀状を出し合っている。
メタルヒーローシリーズはスーツアクターも含めて12作品出ており、最多出演者である。
1996年，超光戦士シャンゼリオン出演終了後，俳優から引退。
息子は作曲家、ピアニストのMasaki.。
現在は戦隊モノに出演した俳優陣のトークイベントに多数出演。

## 出演

### テレビドラマ
- ナショナル劇場（TBS / C.A.L）
  - 水戸黄門 第4部 第25話「狙われた弥七-仙台-」（1973年7月9日） - 盗賊十兵衛の一味
  - 江戸を斬る 梓右近隠密帳 第6話「曲垣流霞隠れ」（1973年10月29日）
  - 水戸黄門 第5部 （1974年）
    - 第7話「盗まれた路用金 -富山-」（1974年5月13日） - 玄竜の手下 役
    - 第22話「八兵衛女難 -福岡-」（1974年9月2日） - 芸人 役

  - 水戸黄門 第12部 第17話「備前緋襷兄弟茶碗 ‐岡山-」（1981年12月21日）
- 刑事くん 第3部 第40話「明日へ駈ける君」（1975年、TBS） - 暴力団員 役
- アクマイザー3（1975年 - 1976年、NET） - ザビタン（スーツアクター） 役
- 正義のシンボル コンドールマン 第9話「恐怖の吐かせ屋！」（1975年、NET） - 魔人コンバット人間態 役
- 超神ビビューン（1976年 - 1977年、NET） - 体操部員 役
- スーパー戦隊シリーズ（NET→ANB）
  - 秘密戦隊ゴレンジャー 第79話「真赤な追跡!! 姿なき暗殺者の正体」（1977年） - ドライバー 役
  - ジャッカー電撃隊 第9話「7ストレート!! 地獄の必殺拳」（1977年） - 勝也の兄（麻薬Gメン） 役、その他(第9話等でクレジットがある場合とノンクレジット出演の場合あり)
  - バトルフィーバーJ 第7話「お家が燃える！」（1979年） - 警官 役
  - 電子戦隊デンジマン（1980年）
    - 第18話「南海に咲くロマン」 - 小学校教師・海野 役
    - 第29話「超能力刑事の急襲」 - ベーダーの取引相手 役

  - 太陽戦隊サンバルカン（1981年）
    - 第18話「びっくり大スター」 - 安原誠 役
    - 第34話「呪われた亡霊たち」 - ビリー・ザ・キッドの亡霊 役

  - 大戦隊ゴーグルファイブ（1982年 - 1983年） - デスギラー 役
  - 科学戦隊ダイナマン（1983年）
    - 第5話「進化獣のこわい夢」 - 幽霊戦士 役
    - 第28話「人形人間を救え！」 - 人形殺し屋部隊 役

  - 光戦隊マスクマン 第25話「アキラの恋人!?」（1987年） - 刀使い 役
  - 恐竜戦隊ジュウレンジャー 第18話「憎しみの兄弟剣」（1992年） - 黒のナイト 役
  - 五星戦隊ダイレンジャー 第13話「カッ カブキ小僧」（1993年） - 銀行強盗 役
  - 超力戦隊オーレンジャー 第24話「笑う懐かし男!!」（1995年） - 鞍馬天狗 役
- 透明ドリちゃん 第19話「友情のゴールめざして」（1978年、ANB） - 体育教師・横山 役
- スパイダーマン（12ch）
  - 第30話「ガンバレ美人おまわりさん」（1978年） - 井上武 役
  - 第39話「格闘技世界一大会」（1979年） - 島本刑事 役
- ザ・スーパーガール（12ch）
- メガロマン 第9話「UFOが海に落ちた!」（1979年、CX） - インベーダー人間態 役
- 太陽にほえろ! 第402話「島刑事よ、安らかに」（1980年、NTV） - 長沼和雄 役
- 噂の刑事トミーとマツ 第1シリーズ（1980年、TBS）
  - 第33話「奇妙きてれつ、ダブル変身」
  - 第36話「トミマツやりすぎ！課長をタイホ」
  - 第44話「トミマツまっ青、情無用の新課長」
  - 第53話「夜更けのダンスは死のタンゴ」
- 爆走!ドーベルマン刑事（1980年、ANB）
  - 第7話「殺し屋見習いと黒バイ部隊！」
  - 第14話「決死の追跡48時間」
- 走れ!熱血刑事 第12話「俺は、弁慶だ!」（1981年、ANB/勝プロ）
- 柳生あばれ旅 第19話「恐怖の花かんざし -桑名-」（1981年、ANB） - 重蔵 役
- ザ・ハングマン 第47話「生か死か!? ドラゴン危うし」（1981年、ABC）
- メタルヒーローシリーズ (ANB)
  - 宇宙刑事ギャバン
    - 第17話「走る時限爆弾！白バイに乗った暗殺者」（1982年） - 作業員 役
    - 第41話「魔空都市は男の戦場 赤い生命の砂時計」（1983年） - 格闘家 役

  - 宇宙刑事シャリバン
    - 第13話「強さは愛だ 英雄たちの旅立ち」（1983年） - トレーナー 役
    - 第27話「裏切りの空 暗黒刑務所からの逃亡者」（1983年）、第50話「海坊主」（1984年） - オルガナイザー・キース 役

  - 宇宙刑事シャイダー 第37話「吼えろビームガン」（1984年） - グチ将軍（グチグチ人間態） 役
  - 巨獣特捜ジャスピオン（1985年）
    - 第13話「宇宙からの助っ人 大暴れ悪の四天王」 - 第15話「夢か？幻か？はばたく黄金の鳥」 - イッキ 役
    - 第19話「呪いの海底人が笑う イルカの海SOS」 - 海底人ザムライ 役

  - 時空戦士スピルバン（1986年 - 1987年） - ドクターバイオ[注釈 1] 役
  - 機動刑事ジバン（1989年）
    - 第25話「女神サマをぶッとばせ！」 - バクハノイド人間態 役
    - 第36話「夢見るチャンバラ怪物！」 - チャンバラノイド人間態 役

  - 特警ウインスペクター 第9話「爆弾じかけの犬」（1990年） - 唐沢吾郎 役
  - 特救指令ソルブレイン（1991年）
    - 第3話「父は天使か怪物か」 - 渋沢博士 役
    - 第30話「神様はつらいよ」 - 梅沢の部下 役

  - 特捜エクシードラフト（1992年）
    - 第5話「一人ぼっちの宇宙」 - ルイス大崎 役
    - 第41話「対決! ふたりの拳」 - 死の商人 役

  - 特捜ロボ ジャンパーソン 第13話「JPは超古代兵」（1993年） - 工作員大崎 役
  - ブルースワット 第1話「ビギニング!!」（1994年） - 銀行強盗 役
    - 第43話「BS最期の日」- ギルガ（声）役

  - 重甲ビーファイター（1995年 - 1996年） - ギガロ[注釈 1] 役
    - 第14話「必殺地獄の迷宮」（1995年） - 骨董品屋の店主（ギガロ） 役
    - 第34話「コワ〜いペット」（1995年） - ペット売り（ギガロ） 役
- 魔拳!カンフーチェン（1983年、YTV）
- 激闘!カンフーチェン（1983年、YTV）
- 青春はみだし刑事（1983年、YTV）
- 星雲仮面マシンマン 第7話「香港空手危うし健」（1984年、NTV） - 猛虎 役
- 月曜ドラマランド ゲゲゲの鬼太郎（1985年、CX） - 生命接着係 役
- 仮面ライダーシリーズ（MBS）
  - 仮面ライダーBLACK（1987年 - 1988年） - 大神官（大怪人）バラオム[注釈 1] 役
    - 第37話「想い出は夕張の空」（1988年） - 健一 役

  - 仮面ライダーBLACK RX（1988年 - 1989年） - ジャーク将軍（スーツアクター）、機甲隊長ガテゾーンの声 役
    - 第2話「光を浴びて！RX」（1988年） - キューブリカン人間態 役
    - 第34話「四国空母化計画!!」（1989年） - シュライジン人間態 役
    - 第36話「ヒーローは誰だ!?」（1989年） - グレートマスク 役
- 魔法少女ちゅうかないぱねま! 第13話「哀愁の三軒茶屋に霧が降る」（1989年、CX） - 薬屋 役
- 電脳警察サイバーコップ 第31話「奪われたサンダーアーム」（1989年、NTV） - アンドロイド・ハスラー 役
- 徳川無頼帳 第12話「花魁装揚・吉原乗っ取り！」（1992年、TX）
- 超光戦士シャンゼリオン（1996年、TX） - 闇神官モードス[注釈 1] 役
  -     - 第23話「ナゾの闇法廷！」（1996年） - 裁判長（モードス） 役
- ボディーガード（1997年、ANB）
- 妖ばなし 第38話「がしゃどくろ」（2018年、TOKYO MX2） - 誘拐犯リーダー 役

### 映画
- 安藤組外伝 人斬り舎弟（1974年）- 外島（成田三樹夫）の子分 役[注釈 2]
- 少林寺拳法（1975年）
- ウルフガイ 燃えろ狼男（1975年） - 梶木 役
- 子連れ殺人拳（1976年）
- 脱走遊戯（1976年） - 宮崎 役
- トラック野郎シリーズ
  - トラック野郎・望郷一番星（1976年）
  - トラック野郎・天下御免（1976年） - 作業員 役
  - トラック野郎・男一匹桃次郎（1977年） - やくざ 役
- 空手バカ一代（1977年）
- ゴルゴ13 九竜の首（1977年） - 空手三兄弟 次兄 役
- ドカベン（1977年） - 池田 役
- ジャッカー電撃隊VSゴレンジャー（1978年） - スペードエース（スーツアクター）、アカレンジャーの声 役
- 野性の証明（1978年） - 特殊工作隊 役
- 白昼の死角（1979年）
- 蘇える金狼（1979年） - 殺し屋 役
- 戦国自衛隊（1979年） - 武将 役
- 吼えろ鉄拳（1981年）
- 冒険者カミカゼ -ADVENTURER KAMIKAZE-（1981年） - 大林 役
- 伊賀野カバ丸（1983年） - 丸井 役
- メタルヒーローシリーズ
  - 宇宙刑事シャイダー 劇場版（1984年） - オメガ（スーツアクター） 役
  - 特捜ロボ ジャンパーソン 母よ、永遠に！愛と炎の電脳手術室（1993年） - ギルゴードン 役
- 北の螢（1984年） - 高井良雄 役
- 乱（1985年）
- ザ・サムライ（1986年） - 清川 役
- バイオセラピー（1986年）
- 仮面ライダーシリーズ
  - 劇場版 仮面ライダーBLACK 鬼ヶ島に急行せよ（1988年） - 大神官バラオム[注釈 1] 役
  - 劇場版 仮面ライダーBLACK 恐怖!悪魔峠の怪人館（1988年） - 大怪人バラオム[注釈 1] 役
  - 仮面ライダー世界に駆ける（1989年） - 大神官バラオム[注釈 1] 、ジャーク将軍（スーツアクター）、機甲隊長ガテゾーンの声 役
- 新極道の妻たち（1991年）
- フィスト・オブ・レジェンド（1994年） - 日本領事 役
- 人造人間ハカイダー（1995年） - 犯罪者 役

### その他
- ウッチャンナンチャンの誰かがやらねば!（CX） - 「ウッチー・チェン」の刺客 役

### 演劇
- 酔いどれ公爵（1985年） - 民衆A 役